# Șasiu

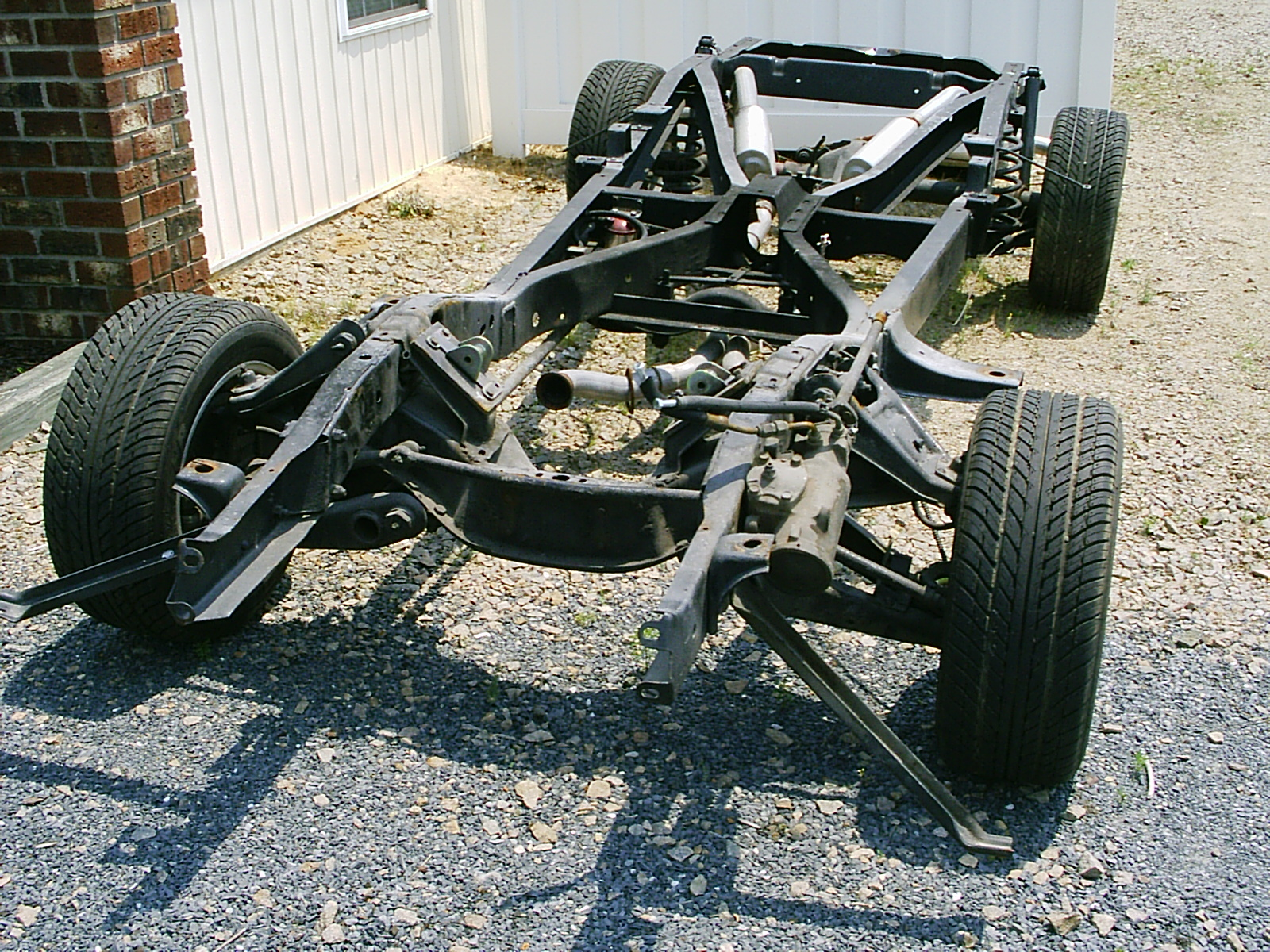
Șasiu de autovehicule

Șasiul este partea principală a automobilului alături de motor și caroserie care are funcțiile de susținere a ansamblului mașinii, de transmitere a mișcării de la motor la roțile motoare, de conducere și de propulsie a automobilului.
Șasiul este un cadru rugid de rezistență care se montează pe osiile unui vehicul cu tracțiune mecanică și care susține caroseria. Șasiu este și un nume purtat de diferite tipuri de rame sau de cadre , folosite în industrie, în legătoria de cărți, în tipografie etc.
Șasiul este un ansamblu complex alcătuit din mai multe grupe de organe:
1. Sistem de susținere
2. Sistem de transmisie
3. Sistem de propulsie
4. Sistem de conducere
5. Instalații auxiliare